# Ladislav Kačáni
Ladislav Kačáni (Lučenec, 1º aprile 1931 – Bratislava, 5 febbraio 2018) è stato un calciatore e allenatore di calcio cecoslovacco, di ruolo attaccante.

## Palmarès

### Giocatore

#### Competizioni nazionali
- Campionato cecoslovacco: 1

Inter Bratislava: 1958-1959

#### Competizioni internazionali
- Coppa Piano Karl Rappan: 2

Inter Bratislava: 1962-1963, 1963-1964